# Star Ocean
Star Ocean (яп. スターオーシャン Сута: О:сян, Звёздный океан) — научно-фантастическая серия игр в жанрах японская ролевая игра и action/RPG, разработанная японской компанией tri-Ace и изданная Square Enix (изначально Enix). На сегодняшний день серия включает 8 игр, мангу и аниме сериал.

## Основные игры серии
| 1996 | Star Ocean                              |
| 1997 |                                         |
| 1998 | Star Ocean: The Second Story            |
| 1999 |                                         |
| 2000 |                                         |
| 2001 | Star Ocean: Blue Sphere                 |
| 2002 |                                         |
| 2003 | Star Ocean: Till the End of Time        |
| 2004 |                                         |
| 2005 |                                         |
| 2006 |                                         |
| 2007 | Star Ocean: First Departure             |
| 2008 | Star Ocean: Second Evolution            |
| 2009 | Star Ocean: The Last Hope               |
| 2010 | Star Ocean: The Last Hope International |
| 2011 |                                         |
| 2012 |                                         |
| 2013 |                                         |
| 2014 |                                         |
| 2015 |                                         |
| 2016 | Star Ocean: Integrity and Faithlessness |
| 2017 | Star Ocean: Anamnesis                   |
| 2018 |                                         |
| 2019 |                                         |
| 2020 |                                         |
| 2021 |                                         |
| 2022 | Star Ocean: The Divine Force            |

Создатели Star Ocean были фанатами научной фантастики и космических полётов, одним из главных источников вдохновения они считали Star Trek. В то время как первая игра в серии содержала множество элементов фэнтези, дальнейшие игры были больше направлены на научную фантастику, а Star Ocean: Till the End of Time, продюсер серии, Ёсинори Ямагиси назвал абсолютным видением мира Star Ocean. Большой хронологический промежуток между событиями Star Ocean: The Second Story и Till the End of Time объясняется желанием разработчиков обратить внимание игроком на устройство вымышленной вселенной, а не на персонажей и их взаимодействия.

### Star Ocean
Star Ocean — первая игра в серии вышедшая 19 июля 1996 года на Super Nintendo Entertainment System только в Японии. Игра никогда официально не была выпущена за пределами Японии, тем не менее существовали пиратские версии игры переведённые на английский язык. В этой игре были заложены основные элементы серии, такие как: футуристиеский дизайн, битвы в реальном времени, создание предметов и индивидуальные действия. События игры берут начало в 346 SD на планете Роак (яп. ローク Ро:ку). Молодой местный житель, Роддик Ферренс (яп. ラティクス・ファーレンス Ратикусу Фа:рэнсу) ищет способ победить болезнь превращающую всех заражённых в камень, он встречает двух землян которые обещают ему помочь. Ремейк игры с улучшенной графикой под названием Star Ocean: First Departure вышел для PlayStation Portable 27 декабря 2007 года в Японии, 21 октября 2008 года в Северной Америке и 24 октября 2008 года в Европе. Игра использовала улучшенный движок второй части, озвученные диалоги, анимационные ролики, созданные студией Production I.G, а также новых персонажей.

### Star Ocean: The Second Story
Star Ocean: The Second Story — вторая игра в серии, была выпущена 30 июля 1998 года в Японии, 31 мая 1999 года в Северной Америке и 12 апреля 2000 года в Европе на PlayStation. Игра переняла основные элементы от предшественницы и добавила к ним видеоролики и трёхмерные поля битв. Действия игры разворачиваются через 20 лет после окончания прошлой, в 366 SD. В игре представлены два главных героя, из которых игроку необходимо выбрать одного, история которого и будет показана игроку, при этом история второго персонажа останется частично за кадром. Протагонистами игры являются: Клод Си Кенни (яп. クロード・C・ケニー Куро:до Си Кэни:), сын знаменитого адмирала галактической федерации Роникса Джей Кенни (яп. ロニキス・J・ケニー Роникусу Джей Кэни:), и Рена Ленфорд (яп. レナ・ランフォード Рэна Ранфо:до), местный житель на планете, куда попадает Клод. Ремейк игры с улучшенной графикой под названием Star Ocean: Second Evolution вышел на PlayStation Portable 2 апреля 2008 года в Японии, 19 января 2009 года в Северной Америке и 13 февраля 2009 года в Европе. Ремейк был анонсирован одновременно с First Departure и содержал аналогичные улучшения — озвученные диалоги, новые персонажи и анимационные ролики от студии Production I.G.

### Star Ocean: Blue Sphere
Star Ocean: Blue Sphere — игра являющаяся прямым продолжением The Second Story, была выпущена 28 июня 2001 года на Game Boy Color только в Японии (западные версии планировались, но были отменены). Blue Sphere была разработана для портативной приставки и поэтому получила ряд изменений в игровом процессе, включая интерактивное создание предметов, автоматические личные действия, двухмерные битвы, случайные сражения были убраны. Сюжет игры начинается через два года после окончания The Second Story, в 368 SD. Все предоставлены всё те же двенадцать главных героев, которые должны решить новую проблему.

### Star Ocean: Till the End of Time
Star Ocean: Till the End of Time — третья игра в основной серии, вышла 27 февраля 2003 года на PlayStation 2 в Японии. Расширенная версия игры, содержащая новые подземелья, новых персонажей и исправленный игровой процесс, вышла 22 января 2004 года в Японии, 31 августа 2004 года в Северной Америке и 1 октября 2004 года в Европе. Till the End of Time первая полностью трёхмерная и первая в серии игра с полностью озвученными диалогами. Игра сохранила большинство игровых аспектов предшественников, но также получила ряд новых, такие как ярость или возможность нанимать создателей предметов. События игры разворачиваются через 404 года после Blue Sphere, в 772 SD. Главным героем игры является Фейт Лейнгод (яп. フェイト・ラインゴッド Фэито Раингоддо), который вследствие атаки на курортную планету оказывается разлучён со своей семьёй.

### Star Ocean: The Last Hope
Star Ocean: The Last Hope — четвёртая игра в основной серии, вышла 19 февраля 2009 года в Японии, 23 февраля 2009 года в Северной Америке и 5 июня 2009 года в Европе на Xbox 360. Улучшенная и дополненная версия под названием Star Ocean: The Last Hope International вышла 4 февраля 2010 года в Японии, 8 февраля 2010 года в Северной Америке и 12 февраля 2010 года в Европе и Австралии для PlayStation 3. Игра является приквелом ко всей серии и показывает события происходящие после третьей мировой войны, человечеству необходимо найти новый дом для выживания. Главными героями игры являются Эдж Меверик (яп. エッジ　マーベリック Эдзидзи Ма:берикку) и его подруга Рэйми Сайондзи (яп. レイミ・サイオンジ Рэйми Сайондзи).

### Star Ocean: Integrity and Faithlessness
Star Ocean: Integrity and Faithlessness — пятая игра в основной серии Star Ocean, вышедшая в 2016 году для PlayStation 3 и PlayStation 4. Действие игры происходит на планете, находящейся в 6000 световых лет от Земли, во временном промежутке между The Second Story и Till the End of Time.

### Star Ocean: Anamnesis
Star Ocean: Anamnesis — спин-офф вышедший в 2016 году для мобильных устройств. Игра выпущена к двадцатилетию серии, её события развиваются после Star Ocean: Integrity and Faithlessness.

### Star Ocean: The Divine Force
Star Ocean: The Divine Force — шестая игра игра в основной серии, вышла 27 октября 2022 года на PlayStation 4, PlayStation 5, Xbox One, Xbox Series X/S и Windows.

## Манга и аниме
Мангака Миюми Адзума в 1999 году создал мангу основанную на Star Ocean: The Second Story, которая так и не была завершена. Также Миюми Адзума стал дизайнером персонажей в Star Ocean: Blue Sphere. Японская компания Geneon Universal Entertainment создала аниме сериал Star Ocean EX также основанный на The Second Story. Сериал содержит 26 серий и освещает примерно половину сюжета игры.